# Mumbles
Mumbles (walisisch Y Mwmbwls) ist ein Stadtteil mit dem Status einer Community auf der Gower-Halbinsel, das an die Swansea Bay grenzt. Es ist ein Stadtteil von Swansea, dem Hauptort der Principal Area City and County of Swansea. Historisch war es ein Teil der Grafschaft Glamorgan.

## Geschichte

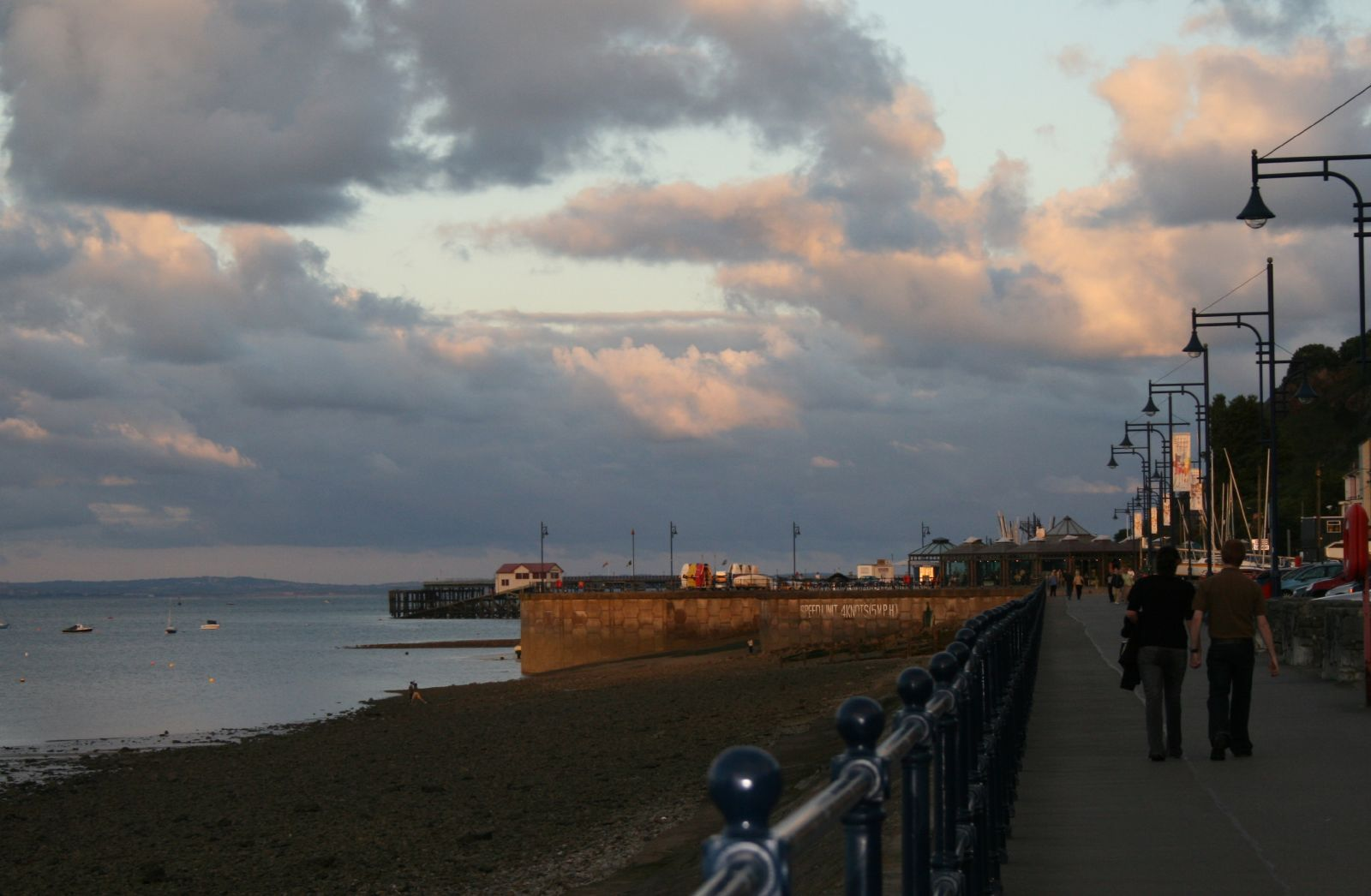
Mumbles Seepromenade

Bereits zur Römerzeit gab es eine Villa im Ortsteil Oystermouth; auf der Ruine der Villa entstand spätestens im 12. Jahrhundert die heutige Kirche All Saints. Nach der normannischen Eroberung der Halbinsel Gower errichtete William de Londres um 1100 Oystermouth Castle auf einer Anhöhe oberhalb der Bucht. Die Burg wurde mehrfach zerstört und wieder aufgebaut. Seit dem 16. Jahrhundert ist sie eine Ruine.
1806 wurde eine Bahnstrecke zwischen Oystermouth und Swansea zum Transport von Kohle gebaut, die Swansea and Mumbles Railway. Schon bald wurde das Potenzial für eine Personenbeförderung erkannt, und am 25. März 1807 wurde die Bahnstrecke zu einer Pferdeeisenbahn umgebaut. Es war weltweit die erste Eisenbahn für den Personenverkehr. Die Verbindung wurde sehr populär und als „Mumbles-Zug“ (The Mumbles Train, Trên y Mwmbwls) bezeichnet.
Im Zuge dieser revolutionären Erfindung wurde Mumbles ein beliebtes Reiseziel. 1960 wurde die Eisenbahn geschlossen und abgebaut. Diese Entscheidung war in Mumbles sehr umstritten, da die Einwohner eine Beziehung zum „Mumbles-Zug“ aufgebaut hatten. Noch heute wird in lokalen Zeitungen die „Rückkehr“ zum Mumbles-Zug gefordert.

## Städtepartnerschaften
Partnerschaften pflegt Mumbles mit:
- Kinsale, Irland
- Hennebont, Frankreich

## Persönlichkeiten
- Der Fernsehjournalist Ian Hislop (* 1960), Satiriker, Drehbuchautor, Fernsehproduzent und Herausgeber, wurde in Mumbles geboren.
- Die Schauspielerin Melanie Walters (* 1963) wurde in Mumbles geboren.
- Catherine Zeta-Jones (* 1969), britische Schauspielerin und Oscar-Preisträgerin, hat ein Haus in Mumbles; sie ist dort geboren und aufgewachsen.
- Die Schauspielerin Joanna Page (* 1978) wurde in Mumbles geboren.
- Die australische Politikerin Jean Jenkins (* 1938) wuchs in Mumbles auf.
- Bonnie Tyler (* 1951), Pop- und Rocksängerin, lebt in Mumbles.[4]
- Der Musiker Mal Pope (* 1960) lebt in Mumbles.
- Michael Douglas (* 1944), US-amerikanischer Schauspieler, Filmproduzent und Oscar-Preisträger, hat ein Haus in Mumbles.
- Thomas Bowdler  (1754–1825), englischer Arzt, Herausgeber einer moralisch bereinigten Ausgabe der Werke Shakespeares, liegt in Oystermouth begraben.[5]